# Haldenwaldmühle
Die Haldenwaldmühle ist eine ehemalige Mühle auf dem rechten Ufer des Strudelbachs und Wohnplatz der Gemeinde Heimerdingen (jetzt Ortsteil der Stadt Ditzingen) im Landkreis Ludwigsburg.

## Geschichte
Im 15. Jahrhundert ließen die Ortsherren von Heimerdingen eine Mühle beim sogenannten Gündelsbronnen auf Heimerdinger Markung errichten und zogen die Bannleute einer älteren Mahlmühle auf der Markung von Weissach dorthin. 1443 gab Graf Ludwig von Württemberg dem Hänßlin Müller, Conrad Müllers Sohn, die Mühle für 7 Pfund Heller und 4 Kapaunen im Jahr zu Erblehen (ältester urkundlicher Beleg).
Nach einem längeren Konflikt mit dem Müller übernahm die Gemeinde Heimerdingen den Betrieb 1550 selbst. Während des Dreißigjährigen Kriegs ist die Mühle verfallen. Den Wiederaufbau übernahm der Müller Hans Jakob Hecker, der sie 1676 für 115 Gulden erwarb.
Die mühlentechnische Einrichtung bestand 1833 aus drei Wasserrädern (zwei Mahlgänge, ein Gerbgang). 1848 wurde ein dritter Mahlgang eingerichtet. Im März 1867 brannten Mühle und Wohnhaus vollständig nieder und wurden im Folgejahr neu errichtet. 1869 erhielt Müller Schüle die Genehmigung zur Aufstellung einer Dampfmaschine zur Ergänzung der Wasserkraft. 1904 verfügte die Mühle noch über ein 8 Meter hohes und 0,61 breites oberschlächtiges Wasserrad mit einer Rohleistung von 7,91 PS bei 70 l/s Wasserzufluss.
Als im Sommer 1908 und 1909 eine Typhus-Epidemie ausbrach, wurde dafür die Verseuchung des Grundwassers durch den landwirtschaftlichen Betrieb der Mühle verantwortlich gemacht. Auch wenn die Gemeinde damit einer Fehleinschätzung unterlag, musst der letzte Müller, Johannes Schmid, die Mühle 1909 aufgeben und seinen Wohnsitz in den Ort verlegen. Die Mühle wurde durch den Gesamtverband der Strohgäuwasserversorgungsgruppe zum Pumpwerk umgebaut und nach einer Erhöhung des Gefälles das Wasserrad durch eine Hydrovolve, 1920 durch eine Francis-Turbine ersetzt. Das Wassernutzungsrecht, das seit 1956 nicht mehr ausgeübt wurde, ist 1969 erloschen. Der Mühlkanal (Ober- und Unterkanal) ist verfüllt. Das Mühlgebäude wurde später abgerissen. Auf seinen Fundamenten steht heute ein Betriebsgebäude der Strohgäuwasserversorgung.